# داویت دانیلیان
داویت هراندی دانیلیان (ارمنی: Դավիթ Հրանտի Դանիելյան؛ زادهٔ ۲ سپتامبر ۱۹۹۲) یک  سیاستمدار اهل ارمنستان است که از تاریخ ۲۰۲۱ تا تاریخ ۲۰۲۶ سمت نمایندگی دوره هشتم مجلس ملی جمهوری ارمنستان را برعهده داشت.

## زندگی‌نامه
در 	۲ سپتامبر ۱۹۹۲ در کاپان به دنیا آمد و از آکادمی دولتی هنرهای زیبای ارمنستان فارغ‌التحصیل شد. 

## یادداشت
1. ↑  Երեւանի գեղեցիկ արվեստների ազգային ակադեմիան